# Gand-Wevelgem 1965
La Gand-Wevelgem 1965, ventisettesima edizione della corsa, si svolse il 21 marzo su un percorso di 235 km, con partenza a Gand e arrivo a Wevelgem. Fu vinta dal belga Noël De Pauw della Solo-Superia davanti ai suoi connazionali Bernard Vandekerckhove e Gustaaf De Smet.

## Ordine d'arrivo (Top 10)
| Pos. | Corridore              | Squadra                  | Tempo    |
| ---- | ---------------------- | ------------------------ | -------- |
| 1    | Noël De Pauw           | Solo-Superia             | 5h36'00" |
| 2    | Bernard Vandekerckhove | Solo-Superia             | a 37"    |
| 3    | Gustaaf De Smet        | Wiel s-Groene Leeuw      | a 1'31"  |
| 4    | Seamus Elliott         | Ford France-Gitane       | a 1'32"  |
| 5    | Ward Sels              | Solo-Superia             | a 1'35"  |
| 6    | Willy Vannitsen        | Ford France-Gitane       | s.t.     |
| 7    | Carmine Preziosi       | Pelforth-Sauvage-Lejeune | s.t.     |
| 8    | Arthur Decabooter      | Wiel s-Groene Leeuw      | s.t.     |
| 9    | Norbert Kerckhove      | Dr. Mann                 | s.t.     |
| 10   | Michael Wright         | Wiel s-Groene Leeuw      | s.t.     |